# Gare de Paterson
La gare de Paterson (en anglais : Paterson railway station) est une gare ferroviaire de  la ligne du Pas à Churchill du Chemin de fer de la Baie d'Hudson. Elle est située à Paterson, dans la région du Nord de la province du Manitoba au Canada. 
Gare, de type « poteau indicateur », desservie à la demande par le Train Winnipeg - Churchill de Via Rail Canada.

## Service des voyageurs

### Accueil
De type « poteau indicateur », sans personnel, la gare de Paterson est située à Paterson au Manitoba.

### Desserte
La gare est desservie par le Train Winnipeg - Churchill de Via Rail Canada.